# Bildmuseet
Bildmuseet (em português:  Museu da Imagem) é um museu de arte contemporânea localizado na cidade de Umeå, no norte da Suécia.

## História
O museu foi fundado em 1981 pela Universidade de Umeå e é considerado um centro internacional de arte contemporânea e de cultura visual sobre arquitetura, design e fotografia. Também são realizadas visitas guiadas, exibições de filmes, palestras, concertos, oficinas e outras atividades.
As exibições incluem artistas internacionalmente renomados, cineastas, fotógrafos e designers como Walid Raad, Zineb Sedira, Tracey Rose, Mario Merz, Dayanita Singh, Agnès Varda, Felice Varini, Joan Jonas, Isaac Julien, Stan Douglas, Leonor Fini, Rafel Lozano-Hemmer, Julio Le Parc, John Akomfrah, Charles och Ray Eames, Jumana Emil Abboud e Ana Mendieta.
En 2012, o museu foi trasladado à novas instalações no Campus de Arte de Umeå. O museu passou a ser em um edifício de sete andares e mais de 3500 m² (mais do dobro das instalações anteriores) desenhado pelo arquiteto Henning Larsen e aberto ao público em 19 de maio de 2012. A fachada é coberta com painéis de lariço da Sibéria com grandes janelas. Dos sete andares, três são para exposições, um para oficinas, auditório e administração.

## Honras
Em 2013, Bildmuseet foi nomeado pelo European Museum Forum para o prêmio europeu "The Council Of Europe Museum Prize 2014". Quatro anos depois, o jornal britânico "The Telegraph" listou o museu como um dos "42 incríveis museus para visitar antes de morrer".